# 艾氏冰魚
艾氏冰魚，為輻鰭魚綱鱸形目南極魚亞目鱷冰魚科的其中一種，分布於南冰洋 Kerguelen-Heard海域，棲息深度可達161公尺，本體長可達33.4公分，為底棲性魚類，屬肉食性，生活習性不明。

## 擴展閱讀
維基物種上的相關：艾氏冰魚